# Carlos Ibáñez e Ibáñez de Ibero
Carlos Ibáñez e Ibáñez de Ibero, premier marquis de Mulhacén, né le 14 avril 1825 à Barcelone, et mort le 28, ou le 29,, janvier 1891 à Nice, est un général de division et géographe espagnol,. Il représente l'Espagne à la Conférence diplomatique du mètre de 1875 et est le premier président du Comité international des poids et mesures. Précurseur de la géodésie espagnole, il s'engage dans le processus de diffusion internationale du système métrique depuis l'adhésion de l'Espagne à l'Association géodésique internationale pour la mesure des degrés en Europe centrale en 1866,, jusqu'à la distribution de prototypes de platine iridié aux États signataires de la Convention du mètre, lors de la première réunion de la Conférence générale des poids et mesures en 1889. Ces prototypes définiront le mètre jusqu'en 1960. Également président de l'Association géodésique internationale qui atteint une dimension mondiale grâce à la large adoption du système métrique, Carlos Ibáñez e Ibáñez de Ibero joue un rôle majeur dans la collaboration scientifique internationale au XIXe siècle,.
Le général Carlos Ibáñez e Ibáñez de Ibero est connu en Espagne pour être le premier directeur de l'Institut géographique et statistique espagnol. Dès 1853, Carlos Ibáñez e Ibáñez de Ibero collabore au prolongement de la Nouvelle Méridienne de France jusqu'en Algérie, en étendant la triangulation géodésique française en Espagne, puis en dirigeant avec le général François Perrier la jonction des triangulations géodésiques espagnole et algérienne par-dessus la Méditerranée en 1879.
L'Espagne fait œuvre de précurseur en Europe, en adoptant le mètre, plutôt que la toise, comme unité géodésique, et contribue, par son adhésion à l'Association pour la mesure des degrés en Europe (Allemand : Europäische Gradmessung) en 1866, à l'adoption par cette dernière l'année suivante d'une résolution visant à la création du Bureau international des poids et mesures. En effet, c’est au moment où il est démontré que le mètre ne correspond pas à sa définition historique, que l’Association pour la mesure des degrés en Europe, créée en Prusse et réunie en terrain neutre à Neuchâtel, envisage la création du Bureau international des poids et mesures et l’adoption de l’unité choisie par un Suisse pour la cartographie américaine.
Carlos Ibáñez e Ibáñez de Ibero est un des membres fondateurs de l'Institut international de statistique créé en 1885. Il est délégué de l'Espagne à Rome en mars 1887 à la première session de cette société scientifique fondée après les neuf premiers Congrès internationaux de statistiques qui se sont tenus entre 1853 et 1876 à Bruxelles, Paris, Vienne, Londres, Berlin, Florence, La Haye, Saint-Pétersbourg et Budapest où l'Espagne est représentée par Ibáñez,,,,,. Le premier de ces congrès réuni à Bruxelles recommande que dans les tableaux statistiques des pays n'utilisant pas le système métrique, une colonne soit ajoutée indiquant les réductions métriques des poids et mesures. Lors de la tenue conjointe à Paris de l'Exposition universelle de 1855 et du second Congrès international de statistique, une association internationale visant à promouvoir l'adoption d'un système décimal uniforme pour les poids, les mesures et la monnaie est créée.
Tandis que la carte Dufour est primée à l’Exposition universelle de 1855,, Jean Brunner, un fabricant d’instrument de précision d’origine soleuroise agréé par le Bureau des longitudes y expose une règle géodésique conçue par Carlos Ibáñez e Ibáñez de Ibero pour la carte de l’Espagne. Tout comme la règle de Hassler cet étalon est calibré sur le mètre. De plus, il a été comparé à la Toise de Borda, qui avait été employée pour la mesure des bases de la Méridienne de Delambre et Méchain et avait servi à définir la longueur du mètre. La Règle espagnole deviendra une référence et des répliques en seront construites pour les plus importantes opérations géodésiques, comme la mesure de bases de la Nouvelle Méridienne de France et de l’arc méridien de Quito,.
Président du comité permanent de la Commission internationale du mètre depuis 1872 et de la commission permanente de l’Association pour la mesure des degrés en Europe depuis 1874, Carlos Ibáñez e Ibáñez de Ibero devient le premier président du Comité international des poids et mesures après l'entrée en vigueur de la Convention du mètre en 1875, et de l'Association géodésique internationale (Internationale Erdmessung) après la mort de son fondateur, Johann Jacob Baeyer, directeur de l'Institut géodésique prussien en 1886.
En 2000, le roi Juan Carlos d'Espagne réhabilite au profit de l'arrière-petit-fils de Carlos Ibáñez e Ibáñez de Ibero le titre de marquis de Mulhacén qui lui avait été concédé à la veille de la première Conférence générale des poids et mesures en 1889.
Conformément à la tradition espagnole, son nom de famille est une combinaison du premier nom de son père, Martín Ibáñez de Prado et du premier nom de sa mère, Carmen Ibáñez de Ibero y González del Río,,. Comme les noms de ses parents sont similaires il est souvent appelé Ibáñez ou Ibáñez de Ibero ou encore Marquis de Mulhacén.

## Formation et carrière militaire
Issu d'une famille de la classe moyenne, Ibáñez est orphelin de père à l'âge de 13 ans. Très jeune encore, à l'âge de quatorze ans, il entre à l'École militaire du génie de Guadalajara, où il se distingue par son application et ses aptitudes précoces, de sorte qu'à l'âge de dix-huit ans il en sort avec le grade de premier lieutenant du génie, et qu'en 1845 il est nommé aux fonctions d'adjudant-major dans le premier bataillon du régiment des sapeurs. Il est promu capitaine en 1847 et commandant en 1849. L'année suivante, le jeune officier est nommé professeur à l'École du génie; mais il ne professe pas longtemps son cours, car en 1851 il est chargé de sa première mission scientifique et militaire à l'étranger, dans le but d'étudier l'organisation du service des pontonniers dans les différentes armées. Il profite si bien de ce voyage d'instruction qu'à son retour de son voyage à Strasbourg, Kloster et Vienne, il publie son premier ouvrage, le Manual deI Pontonero et, ayant pris une part prépondérante dans l'organisation de cette branche du génie, il reçoit l'emploi de second commandant dans cette arme et le grade de colonel,.
S'étant ainsi fait remarquer, dès les débuts de sa carrière, par sa valeur scientifique et son travail consciencieux, Ibáñez est désigné pour faire partie de la commission chargée de la construction de la carte d'Espagne. C'est de cette époque que date la véritable carrière spéciale du général Ibáñez, carrière à la fois civile et militaire, scientifique et administrative, au cours de laquelle il rend les plus grands services à l'Espagne, où il crée pour ainsi dire la géodésie, transforme la topographie et la cartographie et organise la statistique, et par laquelle il s'élève en même temps au premier rang parmi les promoteurs et les directeurs des organisations internationales pour l'avancement des travaux géodésiques et métrologiques.
En 1862 Ibáñez reçoit l'emploi de lieutenant-colonel du génie et, après avoir été élu Secrétaire de la Section des Sciences exactes de l'Académie de Madrid en 1864, il est élevé à l'emploi de colonel d'infanterie et, en 1868, à celui de colonel du génie. Il est promu en 1871 à l'emploi de général de brigade.

## De la commission de la carte d'Espagne à la direction de l'Institut Géographique et Statistique National espagnol
L'Espagne adopte le système métrique en 1849. L’Académie royale des sciences exactes, physiques et naturelles presse le gouvernement de promouvoir l'établissement d'une carte géographique à grande-échelle de l'Espagne en 1852. Ibáñez comprend tout d'abord que le vaste projet de la carte d'Espagne doit être fondé sur une triangulation de premier ordre du royaume, qui doit elle-même commencer par la mesure d'un certain nombre de bases géodésiques dans les différentes régions du pays. Comme tout l'outillage scientifique et technique pour une vaste entreprise de ce genre doit être créé, Ibáñez, en collaboration avec son camarade de la Commission, le capitaine Frutos Saavedra Meneses, élabore le projet d'un nouvel appareil à mesurer les bases. Il reconnaît que les règles à bouts, dont sont encore munis les appareils du XVIIIe siècle et ceux de la première moitié du XIXe siècle, que Jean-Charles de Borda ou Friedrich Wilhelm Bessel rapprochent simplement pour en mesurer les intervalles au moyen de languettes à vis ou de coins en verre, seront remplacées avantageusement pour la précision par le système, conçu par Ferdinand Rudolph Hassler pour le Coast-Survey des États-Unis, et qui consiste à utiliser une seule règle à traits et des mesures microscopiques. En ce qui concerne les deux méthodes au moyen desquelles on tient compte de l'effet de la température, Ibáñez utilise aussi bien les règles bimétalliques, en platine et laiton qu'il emploie d'abord pour la base centrale, que la simple règle en fer avec thermomètres à mercure incrustés qui sera utilisée en Suisse,,.

### Le mètre devient l'unité de référence de la géodésie espagnole
Pour exécuter son projet, Ibáñez se rend à Paris et a la bonne fortune de trouver en Jean Brunner, et plus tard en ses deux fils, Émile et Léon, des artistes constructeurs de premier ordre qui, avec la collaboration et sous la surveillance des deux officiers espagnols, construisent l'appareil qui deviendra célèbre dans les fastes de la géodésie sous le nom de Règle espagnole, dont la perfection abaisse l'erreur kilométrique dans la mesure des bases, de  10 mm qu'elle était encore à la fin du XVIIIe siècle, et de 2 mm qu'avait atteinte Bessel, jusqu'au dessous d'un demi-millimètre,. La traçabilité métrologique entre la toise et le mètre est assurée par la comparaison de la règle géodésique espagnole avec la règle numéro 1 de Borda qui sert de module de comparaison avec les autres étalons géodésiques. De plus, la double-toise de Borda qui avait été utilisée pour la mesure de la méridienne de Jean-Baptiste Joseph Delambre et Pierre Méchain est alors la référence pour la mesure de toutes les bases géodésiques en France, sa longueur correspond par définition à 3,8980732 mètres à une température spécifiée,,,,,.
La règle espagnole se compose de deux règles en platine et en cuivre de 4 mètres de longueur formant par leur superposition un thermomètre métallique. Des étalons géodésiques calibrés sur le mètre avaient déjà été utilisés aux États-Unis. En effet, l'unité de longueur dans laquelle sont mesurées toutes les distances du relevé côtier des États-Unis est le mètre français, dont une copie authentique est conservée dans les archives du Coast Survey Office. Il est la propriété de la Société philosophique américaine, à qui il a été offert par Ferdinand Rudolph Hassler, qui l'avait reçu de Johann Georg Tralles, délégué de la République helvétique au comité international chargé d'établir l'étalon du mètre par comparaison avec la toise, l'unité de longueur utilisée pour la mesure des arcs méridiens en France et au Pérou. Il possède toute l'authenticité de tout mètre d'origine existant, portant non seulement le cachet du Comité mais aussi la marque originale par laquelle il se démarquait des autres étalons lors de l'opération de normalisation.
Lorsque Ibáñez mesure, en 1858-59, avec la Règle espagnole, la base centrale de la triangulation d'Espagne, près de Madridejos, dans la province de Tolède, il trouve comme résultat de cette opération modèle la longueur de 14664,5 m ± 0,0025 m, et les deux mensurations de la partie centrale, longue de 2766,9 m, s'accordaient à 0,19 mm près. Le même degré de précision est obtenu avec l'appareil mono-métallique en fer pour les huit autres bases qu'lbáñez mesure plus tard en Espagne, de 1865 à 1879, ainsi que pour les trois bases suisses, qui sont déterminées avec une erreur kilométrique de 0,43 mm.
Aimé Laussedat traduit en français la monographie d'Ibáñez relatant la comparaison des résultats de la base centrale de la triangulation d'Espagne, obtenus selon deux différentes méthodes de mesure des bases géodésiques. Ce travail fait date dans la controverse qui oppose les géodésiens français et allemands au sujet de la longueur des bases et valide empiriquement la méthode du général Johann Jacob Baeyer, fondateur de l'Association internationale de Géodésie,,.
La Règle espagnole deviendra une référence et des répliques en seront construites pour les plus grands pays d'Europe et pour l'Égypte,,. En 1863, Ibáñez et Ismael Effendi effectuent des mesures, afin de vérifier les caractéristiques de la règle utilisée en Égypte. Les frères Brunner construiront des appareils bimétalliques sur le modèle de la règle espagnole réalisée par leur père. Ces règles seront employées pour les opérations les plus importantes de la géodésie européenne, notamment en Allemagne et en France,,,,.

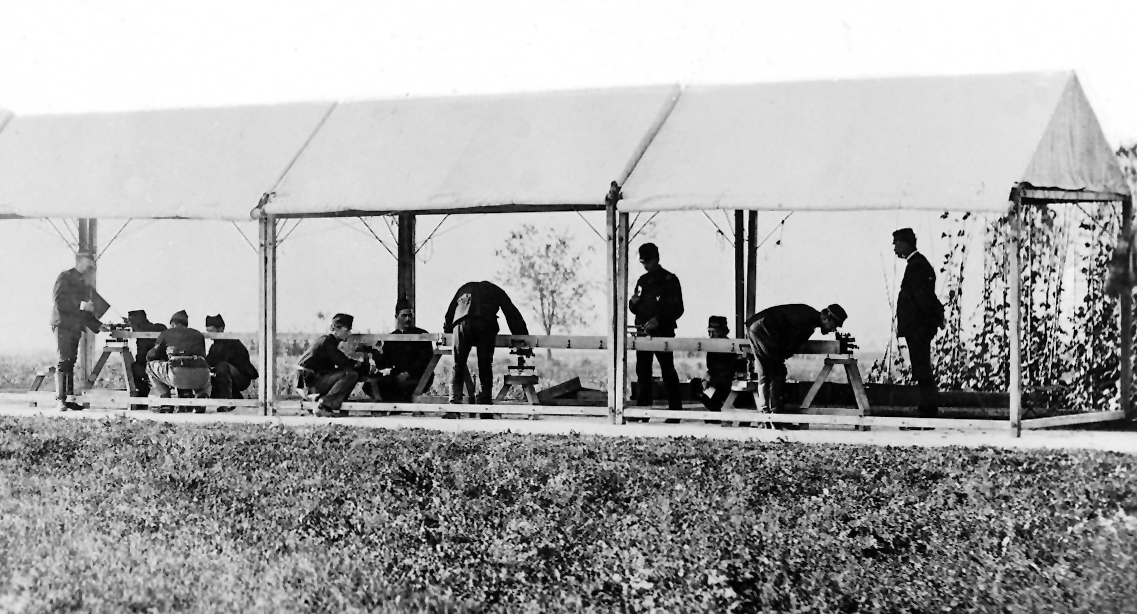
Mesure de la base d'Aarberg en 1880 au moyen de l'appareil Ibáñez.

Ibáñez conçoit un second appareil plus maniable construit avec une règle mono-métallique en fer dotée de thermomètres à mercure, utilisés pour corriger l'augmentation de longueur de la règle provoquée par la dilatation du métal sous l'effet de la température. Cet instrument sera appelé l'appareil Ibáñez et est également réalisé à Paris. Légèrement moins précis, il permet d'augmenter la vitesse des relevés. En 1869, Ibáñez se rend à Southampton avec cette règle pour effectuer des mesures nécessaires à la comparaison internationale des étalons géodésiques. En effet, en 1860, le gouvernement russe, à la demande d'Otto Wilhelm von Struve, invite les gouvernements de Belgique, de France, de Prusse et d'Angleterre à connecter leurs triangulations dans le but de mesurer la longueur d'un arc de parallèle à la latitude de 52° afin de vérifier les dimensions et la figure de la Terre telles qu'elles ont été déduites des mesures d'arc de méridien. Il s'avère nécessaire de comparer les règles géodésiques utilisées dans chaque pays afin de combiner les mesures effectuées. Le gouvernement britannique invite la France, la Belgique, la Prusse, la Russie, l'Inde, l'Australie, l'Espagne, les États-Unis et la Colonie du Cap à envoyer leur règle géodésique au bureau de l'Ordnance Survey à Southampton,.
L'appareil Ibáñez sera également utilisé en Suisse pour la mesures des bases géodésiques d'Aarberg, Weinfelden et Bellinzone. Les examens minutieux et répétés de la longueur de l'appareil Ibáñez effectués entre 1865 et 1885 montreront une modification de l'état moléculaire de la règle qui se manifeste par une augmentation de son coefficient de dilatation dont la cause est attribuée à l'époque à son transport rapide en train depuis l'Espagne jusqu'en Suisse.

### Nivellement
Lorsqu'Adolphe Hirsch propose à l'Association géodésique internationale pour la mesure des degrés en Europe de comprendre dans le programme de ses travaux les nivellements de précision qui, combinés avec le relevé systématique des hauteurs de la mer au moyen d'appareils enregistreurs dans un grand nombre de ports, couvriront l'Europe d'un vaste réseau hypsométrique reliant les différentes mers à travers les continents, et permettront ainsi non seulement d'obtenir des altitudes exactes pour les points trigonométriques de premier ordre, mais de fournir une base solide et si possible fondée sur un seul et même niveau fondamental pour toute la topographie de l'Europe et pour les nombreux besoins pratiques des ingénieurs de chemins de fer, de canaux, etc. Le colonel Ibáñez appuie vivement ce projet et l'Espagne est, après la Suisse, le premier pays où l'on organise les nivellements et installe des maréographes dans les ports d'Alicante, de Cadix et de Santander. Déjà en 1864 Ibáñez publie un ouvrage sous le titre: Estudios sobre nivelacion geodésica. Avant sa mort, il a la satisfaction de voir ce vaste réseau hypsométrique de l'Espagne, s'étendant sur 10255 km, presque terminé, et la différence de niveau entre l'Océan à Cadix et Santander, et la Méditerranée à Alicante, fixée en moyenne à + 0,52 m.

### Fondation de l'Institut géographique et statistique d'Espagne
Après avoir été en 1870 nommé Sous-Directeur de statistique et Directeur des travaux géodésiques à la Direction générale de statistique, Ibáñez aura la grande satisfaction de voir, par décret du 12 septembre 1870, organiser, au Ministère del Fomento, sur sa proposition et d'après ses projets, l'Institut géographique dont il sera nommé directeur. Tous les gouvernements qui se sont succédé en Espagne - il est vrai que le général Ibáñez ne s'est jamais mêlé de politique - le confirmeront dans ce poste et favoriseront le développement de l'Institut. En 1873, ce dernier est augmenté et transformé sous le titre de Direction générale de l'Institut géographique et statistique d'Espagne. C'est le plus vaste établissement de ce genre qui existe, dont l'organisation a servi de modèle, sur bien des points, à des institutions analogues dans d'autres pays. Il embrasse à la fois la géodésie, la topographie générale y compris les nivellements, la cartographie, la statistique et en particulier les recensements périodiques de la population, enfin le service général des poids et mesures. Tous ces services ont été organisés par Ibáñez qui, à côté du corps des topographes et de celui de la statistique, y crée un autre personnel, nommé " Auxiliaires de Géodésie ", recruté à la suite d'examens sérieux parmi les sous-officiers de l'armée espagnole, et destiné à l'exécution des nivellements de précision. En y ajoutant les inspecteurs et vérificateurs des poids et mesures, le personnel de l'Institut d'Espagne compte plus de six cents fonctionnaires et employés, commandés et dirigés par un grand nombre d'officiers appartenant à toutes les armes.

## Institutions internationales

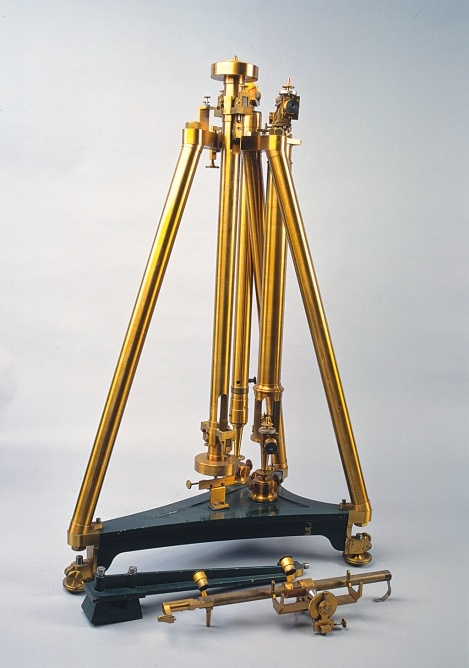
Pendule réversible de Repsold-Bessel utilisé pour la mesure du champ de pesanteur.

L'étude de la Terre précède la physique et contribuera à l'élaboration de ses méthodes. Celle-ci n'est à l'origine qu'une philosophie naturelle dont l'objet est l'observation de phénomènes comme le géomagnétisme et la pesanteur. Le XIXe siècle est marqué par l'intensification de la collaboration internationale dans le domaine scientifique. En effet, la coordination de l'observation des phénomènes géophysiques dans différents points du globe revêt une importance primordiale et est à l'origine de la création des premières associations scientifiques internationales. Carl Friedrich Gauss, Alexander von Humboldt et Wilhelm Eduard Weber créent le Magnetischer Verein en 1836. La création de cette association est suivie par la fondation de l'Association géodésique internationale pour la mesure des degrés en Europe centrale à l'initiative du général Johann Jacob Baeyer.
En effet, la détermination de la figure de la Terre constitue à l'époque un problème de la plus haute importance en astronomie, dans la mesure où le diamètre de la Terre est l'unité à laquelle toutes les distances célestes doivent être référées. En 1861, Baeyer propose la création de l'Association pour la mesure des degrés en Europe centrale dont l'objectif est une nouvelle détermination des anomalies de la forme de la Terre au moyen de triangulations géodésiques précises, combinées à des mesures de la gravitation. Il s’agit de déterminer le géoïde au moyen de mesures gravimétriques et de nivellement, afin d’en déduire la connaissance exacte du sphéroïde terrestre tout en prenant en compte les variations locales.
Pour résoudre ce problème, il est nécessaire d’étudier avec soins et en tous sens des espaces considérables de terrain. Au printemps 1861, Baeyer élabore le plan de coordonner les travaux géodésiques de l’espace compris entre les parallèles de Palerme et Christiana (Danemark) et les méridiens de Bonn et de Trunz (nom allemand de Milejewo en Pologne). Ce territoire est couvert d’un réseau de triangle et comprend plus de trente observatoires ou stations dont la position est déterminée astronomiquement. Bayer propose de remesurer dix arcs de méridiens et un plus grand nombre d’arcs de parallèles, de comparer la courbure des arcs méridiens sur les deux versants des Alpes, afin de rechercher l’influence de cette chaîne de montagnes sur la déviation de la verticale. Il envisage également de déterminer la courbure des mers, de la Méditerranée et de l’Adriatique au sud, de la mer du Nord et de la Baltique au nord. Dans son esprit, la coopération de tous les États d’Europe centrale peut ouvrir le champ à des recherches scientifiques du plus haut intérêt, recherches que chaque État, pris isolément, n’est pas en mesure d’entreprendre.
La première assemblée générale de l'association a lieu à Berlin en 1864. Il y est décidé d'adopter la Toise de Bessel, une copie de la Toise du Pérou réalisée en 1923 par Jean-Nicolas Fortin à Paris, comme étalon international. En 1864, dans son rapport à la Commission géodésique suisse sur la conférence de Berlin, Adolphe Hirsch évoque sa crainte que le choix de la Toise de Bessel comme étalon international ne détourne d'une adhésion à l'Association géodésique internationale la France et les pays, qui, comme l'Espagne et les États-Unis, emploient le mètre,,.
Par ailleurs, les astronomes et les géodésiens sont concernés par les questions de longitudes et d’heures, car ce sont eux qui les déterminent scientifiquement et il s’en servent continuellement dans leurs études. L’Association géodésique internationale, qui a couvert l’Europe d’un réseau de longitudes fondamentale, s’intéresse à la question du méridien origine lors de sa Conférence générale de Rome en 1883. En effet, l’Association fournit déjà aux administrations les bases des relevés topographiques, et aux ingénieurs les repères fondamentaux pour leurs nivellements. Il apparait naturel qu’elle contribue à réaliser un progrès important pour la navigation, la cartographie et la géographie, ainsi que pour le service des grandes institutions de communication, les chemins de fer et les télégraphes. Du point de vue scientifique, le méridien origine se doit d’être déterminé par un observatoire astronomique de premier ordre qui soit lui-même relié directement par des observations astronomiques à d’autres observatoires voisins, et qu’il soit rattaché à un réseau de triangles de premier ordre du pays environnant. Quatre grands observatoires peuvent satisfaire à ces exigences : Greenwich, Paris, Berlin et Washington. Parmi ceux-ci, l’Observatoire de Greenwich correspond alors le mieux aux conditions géographiques, nautiques, astronomiques et cartographiques qui guident le choix du méridien d’origine. A l’issue de la septième Conférence générale de l’Association géodésique internationale, tenue en 1883 à Rome, une résolution signée par Ibáñez, Adolphe Hirsch et Theodor von Oppolzer propose l’adoption du méridien de Greenwich comme méridien origine :
« La Conférence espère que, si le monde entier s'accorde sur l'unification des longitudes et des heures, en acceptant le méridien de Greenwich comme point de départ, la Grande Bretagne trouvera , dans ce fait, un motif de plus pour faire, de son côté, un nouveau pas en faveur de l'unification des poids et mesures, en adhérant à la Convention du Mètre du 20 mai 1875. »
En 1891, lors de la réunion de la Commission permanente de l’Association géodésique internationale à Florence, Wilhelm Foerster évoque la découverte par Seth Carlo Chandler des variations annuelles de la position du pôle terrestre prédites par Leonhard Euler en 1765 et leur impact sur la détermination des latitudes,. Il propose que l’Association géodésique internationale mette en œuvre une étude systématique de cet important phénomène. En 1895, la création du Service international des Latitudes est décidée par l’Association géodésique internationale. Son bureau central est basé à Potsdam et dirigé par Friedrich Robert Helmert. Les observations régulières débutent en 1899, l'année suivant l'entrée du Royaume-Uni dans l'association. La convention de l'Association géodésique internationale expirera en 1916 et ne sera pas renouvelée en raison de la Première guerre mondiale. Toutefois, les opérations du Service international des Latitudes continueront sous l'égide de l'Association réduite entre États neutres, comprenant le Danemark, les Pays-Bas, la Norvège, l'Espagne, la Suède, la Suisse et les États-Unis jusqu'à leur entrée en guerre. L'association est présidée par Raoul Gautier avec Hendricus Gerardus van de Sande Bakhuyzen comme Secrétaire.

### Contribution de l'Espagne à la mesure de l'arc de méridien d'Europe-Afrique de l'ouest

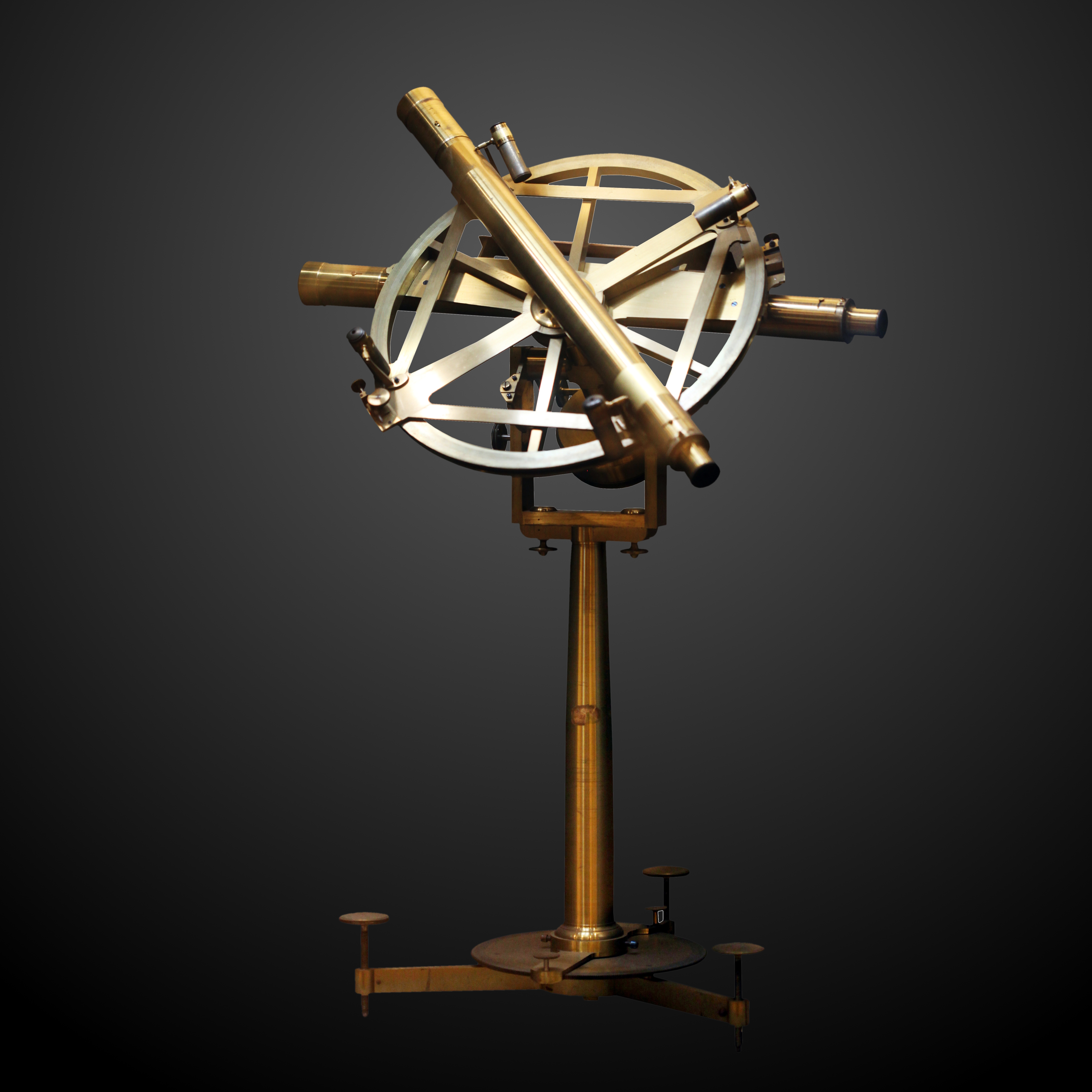
Cercle répétiteur de Borda et Lenoir ayant servi à la mesure de la méridienne de France par Delambre et Méchain (1792-1798) qui a conduit à la définition du mètre.

De 1830 à 1863, des travaux géodésiques sont entrepris en Algérie. C'est au cours de cette campagne que le général-géographe François Perrier fait construire un nouvel instrument le cercle azimutal pour remplacer le cercle répétiteur employé pour les mesures de la Méridienne de Paris par Delambre et Méchain sur laquelle s'appuie la carte d'État Major des ingénieurs géographes. En effet, les jeux dans l'axe central du cercle répétiteur causaient une usure qui nuisait à la fiabilité des mesures et en conséquence les mesures zénithales comportaient des erreurs systématiques non négligeables,.
En 1865, les travaux de triangulation de l'Espagne sont bien avancés et le réseau géodésique espagnol est connecté avec la France à travers les Pyrénées. En 1866, l'Espagne adhère à l'Association géodésique internationale pour la mesure des degrés en Europe centrale, lors de la réunion de sa Commission permanente à Neuchâtel, Ibáñez y annonce le concours de l'Espagne à la mesure d'un arc méridien qui s'étendra des îles Shetland au Sahara,,,.
En effet, Louis Puissant avait déclaré le 2 mai 1836 devant l'Académie des sciences que Delambre et Méchain avaient commis une erreur dans la mesure de l'arc méridien utilisé pour déterminer la longueur du mètre. À la suite de l'initiative et de l'empressement d'Ibáñez à mesurer le globe, il est convenu en 1860 de remesurer l'arc de méridien de Dunkerque à Formentera. C'est pourquoi de 1861 à 1866, Antoine Yvon Villarceau vérifie les opérations géodésiques en huit points de la méridienne. Quelques-unes des erreurs dont étaient entachées les opérations de Delambre et Méchain sont alors corrigées. En 1865, Ibáñez conçoit le projet, qu'il exécute jusqu'en 1868, de rattacher géodésiquement les îles Baléares entre elles et avec la péninsule. Pour cette opération, Ibáñez a fait construire quelques appareils nouveaux, entre autres de puissants réflecteurs permettant l'observation nocturne de longue distance,,. Entre 1870 et 1894, François Perrier, puis Jean-Antonin-Léon Bassot procéderont à la mesure de la Nouvelle Méridienne de France,.

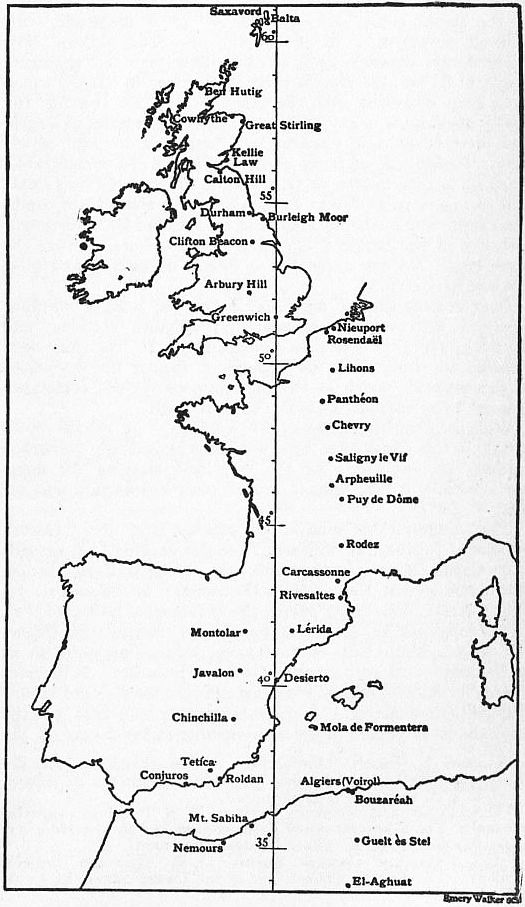
L'arc méridien d'Europe-Afrique de l'ouest s'étendant des îles Shetland, en passant par la Grande-Bretagne, la France et l'Espagne jusqu'à El Aghuat en Algérie, dont les paramètres ont été calculés à partir de triangulations réalisées au milieu et à la fin du XIX.

En 1879, Ibáñez et François Perrier dirigent la jonction du réseau géodésique espagnol avec l'Algérie et permettent ainsi la mesure d'un arc de méridien qui s'étendra des Shetland aux confins du Sahara. Cette réalisation constitue une prouesse technique pour l'époque. Il s'agit d'observer des signaux lumineux se propageant à une distance allant jusqu'à 270 km par-dessus la Méditerranée. Les appareils nécessaires à la production des signaux lumineux électriques sont transportés dans des stations d'altitude situées sur les monts Mulhacén et Tetica en Espagne et Filhaoussen et M'Sabiha en Algérie,,.

François Perrier annoncera à l'Académie des sciences en juillet 1879 :
« Si l'on jette les yeux sur une carte d'Europe, et que l'on considère l'immense série des travaux géodésiques qui couvrent actuellement d'un bout à l'autre les îles Britanniques, la France, l'Espagne et l'Algérie, on comprendra aussitôt combien il importait de relier entre eux ces grands réseaux de triangles pour en faire un tout allant de la plus septentrionale des îles Shetland, par 61° de latitude, jusqu'au grand désert d'Afrique, par 34°. Il s'agit là, en effet, du tiers à peu près de la distance de l'équateur au pôle. La mesure de son amplitude géodésique et astronomique devait être une des plus belles contributions que la Géodésie pût offrir aux géomètres pour l'étude de la figure du globe terrestre. Biot et Arago, à leur retour d'Espagne, avaient entrevu cette possibilité dans un lointain avenir, si jamais disaient-ils, la civilisation s'établissait de nouveau sur les rives qu'Arago avait trouvé si inhospitalières. Ce rêve, bien hardi, s'est pourtant réalisé ; l'Algérie devenue française, a eu besoin d'une carte comme la France : la triangulation qui devait lui servir de base est terminée depuis des années ; nous venons de la rendre utile à la Science, en déterminant astronomiquement les points principaux. De son côté, l'Espagne terminait ses opérations géodésiques sur son territoire, en leur donnant une précision bien remarquable. Il ne restait donc plus qu'à franchir la Méditerranée par de grands triangles pour réunir d'un seul coup tous ces travaux. Les deux gouvernements d'Espagne et de France ont tenu à honneur d'entreprendre cette œuvre de concert; ils ont chargé de l'exécution les officiers espagnols de l'Institut géographique et les officiers d'état-major français qui sont attachés au Service géodésique du Ministère de la Guerre. Je viens dire à l'Académie, après le général Ibañez, qui lui a déjà annoncé en son nom et au mien le service commun, que la jonction des deux continents est enfin réalisée et lui donner les détails qui lui permettront d'apprécier l'œuvre entreprise par les deux pays. Désormais, la Science possède un arc méridien de 27°, le plus grand qui ait été mesuré sur la Terre et projeté astronomiquement sur le ciel. »
Le point fondamental de la Nouvelle Méridienne de France est le Panthéon. Toutefois, le réseau géodésique ne suit pas exactement le méridien. Il dérive parfois à l'Est et parfois à l'Ouest. Selon les calculs effectués au Bureau central de l'association géodésique, le méridien de Greenwich est plus proche de la moyenne des mesures que le méridien de Paris. L'arc de méridien, rebaptisé arc de méridien d'Europe-Afrique de l'ouest par Alexander Ross Clarke et Friedrich Robert Helmert donne une valeur pour le rayon équatorial de la Terre a = 6 377 935 mètres, l’ellipticité supposée étant de 1/299,15 (selon l'ellipsoïde de Bessel). Le rayon de courbure de cet arc n'est pas uniforme, étant en moyenne d'environ 600 mètres plus grand dans la partie nord que dans la partie sud.

### La Convention du mètre initiative des géodésiens
En 1866, Ibáñez offre à la Commission permanente de l'Association géodésique deux de ses ouvrages traduits en français par Aimé Laussedat. Il s'agit de Expériences faites avec l'appareil à mesurer les bases appartenant à la commission de la carte d'Espagne qui relate la comparaison de la double-toise de Borda avec la règle espagnole et Base centrale de la triangulation géodésique d'Espagne qui contient le rapport de la comparaison de la règle espagnole et de la règle égyptienne,,,. L'année suivante l'Association géodésique deviendra l'Association géodésique internationale pour la mesure des degrés en Europe. Le général Baeyer, Adolphe Hirsch et le colonel Ibáñez étant tombés d'accord, ils décident, pour rendre comparables toutes les unités, de proposer à l'Association de choisir le mètre pour unité géodésique, de créer un Mètre prototype international différant aussi peu que possible du Mètre des Archives, de doter tous les pays d'étalons identiques et de déterminer de la manière la plus exacte les équations de tous les étalons employés en géodésie, par rapport à ce prototype ; enfin, pour réaliser ces résolutions de principe, de prier les gouvernements de réunir à Paris une Commission internationale du Mètre. Cette Commission sera en effet convoquée en 1870 ; mais, forcée par la guerre franco-allemande de suspendre ses séances, elle ne pourra les reprendre utilement qu'en 1872,.
Dès la première session de la Commission internationale du mètre en 1870, Ibáñez est intégré dans le Comité des travaux préparatoires,. Lors de la séance du 12 octobre 1872, Carlos Ibáñez e Ibáñez de Ibero est élu président du Comité permanent de la Commission internationale du mètre qui deviendra le Comité international des poids et mesures (CIPM),.
Membre de la Commission permanente de l'Association géodésique internationale pour la mesure des degrés en Europe depuis 1871, Ibáñez en est élu président en 1874,. En sa qualité de Président de la Commission permanente, le général lbáñez, appuyé par la grande majorité de ses collègues, saura vaincre, avec une fermeté admirable et infiniment de tact, tous les obstacles qui s'opposeront à la réalisation complète des décisions de la Commission du Mètre, et surtout à la création d'un Bureau international des poids et mesures. Les gouvernements, convaincus de plus en plus de l'utilité d'une telle institution dans l'intérêt des sciences, de l'industrie et du commerce, s'entendent pour convoquer au printemps de 1875 la Conférence diplomatique qui aboutit, le 20 mai de la même année, à la conclusion de la Convention du Mètre. Par la finesse déliée de son esprit diplomatique autant que par sa grande compétence scientifique, le général Ibáñez, qui représente l'Espagne dans la Conférence, contribue beaucoup à cet heureux résultat, qui assurera à plus de vingt États des deux mondes et à une population de 460 millions d'âmes la possession d'un système de poids et mesures métriques, d'une précision inconnue jusqu'alors, complètement identiques partout et offrant toutes les garanties d'inaltérabilité. Aussi, lorsque le Comité international des poids et mesures, chargé de la direction de cette institution internationale, sera nommé par la Conférence, il choisira dans sa première séance, à l'unanimité, le Général Ibáñez pour Président,.
Le Prototype international du mètre constituera la base du nouveau système international d'unités, mais il n'aura plus aucune relation avec les dimensions de la Terre que les géodésiens s'efforcent de déterminer au XIXe siècle. Il ne sera plus que la représentation matérielle de l'unité du système. Si la métrologie de précision profite des progrès de la géodésie, celle-ci ne peut continuer à prospérer sans le concours de la métrologie. En effet, toutes les mesures d'arcs terrestres et toutes les déterminations de la pesanteur par le pendule doivent impérativement être exprimées dans une unité commune. La métrologie se doit donc de créer une unité adoptée et respectée par toutes les nations de façon à pouvoir comparer avec la plus grande précision toutes les règles ainsi que tous les battants des pendules employés par les géodésiens. Ceci de manière à pouvoir combiner les travaux effectués dans les différentes nations afin de mesurer la Terre.
Ibáñez préside la Commission permanente de l'association géodésique internationale pour la mesure des degrés en Europe de 1874 à 1886. Après la mort de Johann Jacob Baeyer, il devient le premier président de l'Association géodésique internationale de 1887 à 1891. En 1875, la Commission permanente de l’Association pour la mesure des degrés en Europe réunie à Paris décide d’adopter le pendule réversible et de répéter à Berlin, la détermination de la gravité au moyen des différents appareils utilisés dans chaque pays, afin de les comparer et d’obtenir l’équation de leurs échelles. Comme la figure de la Terre peut être déduite des variations de la longueur du pendule, la direction de l’United States Coast Survey donne dès 1875 à Charles Sanders Peirce l’instruction de se rendre en Europe, afin d’étudier les gravimètres utilisés dans les différents pays européens et de réviser les anciennes déterminations de la pesanteur de façon à les mettre en relation avec celles effectuées en Amérique. En 1887, l’Association pour la mesure des degrés en Europe change de nom pour devenir l’Association géodésique internationale qui prend une importance mondiale avec l’adhésion des États-Unis, du Mexique, du Chili, de l’Argentine et du Japon,,,.
En 1889, le Comité international des poids et mesures, reconstitué par la Conférence générale des poids et mesures, est de nouveau unanime à lui confier la présidence, dont il remplira les fonctions avec une infatigable sollicitude, même lorsque la maladie lui rendra le travail moins facile, et jusqu'aux derniers jours de sa vie.

## Fin de carrière et décès

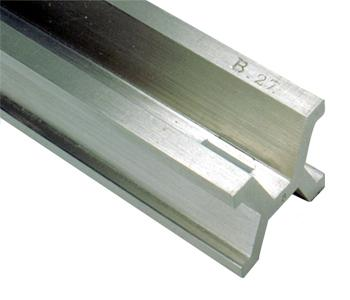
Gros plan du prototype international du mètre no 27, fabriqué en 1889 par le BIPM et alloué aux États-Unis. Cet exemplaire a servi d'étalon de longueur pour la cartographie américaine dès 1890 en remplacement du Committee Meter, une copie authentique du Mètre des Archives réalisée en 1799 à Paris, que Ferdinand Rudolph Hassler avait apportée aux USA en 1805.

Parmi les nombreux titres que le général Ibáñez s'est acquis à la reconnaissance de son pays et de la science, la jonction géodésique de l'Espagne et de l'Algérie est une des plus remarquables. A la veille de la première Conférence générale des poids et mesures, c'était donc une idée heureuse du gouvernement espagnol que celle de choisir le nom du pic de Mulhacén afin de rattacher pour toujours le souvenir de ce célèbre fait de science au nom d'Ibáñez, en conférant à ce dernier le titre de "Premier marquis de Mulhacén", accordé, est-il dit dans le décret royal, "pour récompenser les éclatants services rendus par lui durant sa longue carrière, en dirigeant avec un rare talent l'Institut géographique et statistique d'Espagne, et en contribuant au prestige de la nation espagnole parmi les autres nations de l'Europe et de l'Amérique".
La même année 1889, Ibáñez malade démissionne de la direction de l'Institut de Géographie et de Statistique qu'il dirige depuis 19 ans. Sa décision semble avoir été précipitée par la publication d'un décret qui lui retire le contrôle économique de l'Institut pour le remettre au ministre des Travaux Publics, car elle prend effet au cours d'une campagne de dénigrement orchestrée par le journaliste carliste Antonio de Valbuena,,.
C’est alors même qu’il contribue à démontrer que le mètre ne correspond pas à sa définition historique, qu’Ibáñez œuvre à son adoption par la communauté scientifique internationale, selon une démarche à la fois rigoureuse et pragmatique. Depuis que la longueur mètre a été définie en 1799, chaque fois qu'une nouvelle mesure est effectuée, avec des méthodes, des techniques ou des instruments plus précis, certains affirment que cette longueur est basée sur une erreur de calcul ou de mesure. Lorsqu’Ibáñez participe à la mesure de la Nouvelle Méridienne de France, des mathématiciens comme Adrien-Marie Legendre et Carl Friedrich Gauss ont développé de nouvelles méthodes de traitement des données, dont la méthode des moindres carrés qui permet de comparer des données expérimentales entachées d'erreurs de mesure à un modèle mathématique. Ce traitement minimise l'impact des imprécisions de mesure. Les mesures d’arcs terrestres soulignent ainsi l'importance de la méthode scientifique à une époque où les méthodes statistiques sont mises en œuvre en géodésie,,.
Au XIXe siècle, les statisticiens savent que les observations scientifiques sont entachées par deux types d’erreur, les erreurs constantes d’une part, et les erreurs fortuites d’autre part. Les effets de ces dernières peuvent être corrigés par la méthode des moindres carrés. Les erreurs constantes doivent en revanche être soigneusement évitées, car elles sont provoquées par différents facteurs qui agissent de façon à toujours modifier le résultat des observations dans le même sens. Ces erreurs tendent donc à faire perdre toute valeur aux résultats qu’elles affectent. Toutefois, les erreurs systématiques et les erreurs aléatoires ne sont pas de natures différentes. En réalité, il n’y a que peu, voire aucune erreur aléatoire. Avec les progrès de la science, les sources d’erreur sont identifiées, étudiées et leurs causes sont précisées. Des erreurs tout d’abord classées comme fortuites seront plus tard considérées comme des erreurs systématiques. Pour les géodésiens du XIXe siècle, il est crucial, afin de corriger les erreurs de température, de comparer à des températures contrôlées, avec la plus grande précision et à la même unité toutes les règles géodésiques. Selon eux, le mètre des Archives n’est qu’un étalon secondaire dérivé de la toise du Pérou,,.
En 1841, Bessel, prenant en compte des erreurs reconnues par Louis Puissant dans l’arc de méridien français, qui avait été prolongé en Espagne par Pierre Méchain, puis François Arago et Jean-Baptiste Biot, avait recalculé l’aplatissement du sphéroïde terrestre en utilisant également des arcs de méridiens mesurés en Amérique du Sud, en Europe continentale, au Royaume-Uni et en Inde et défini les valeurs de son ellipsoïde de référence. Par l'emploi de la méthode des moindres carrés, le calcul conduit à un résultat que l'on regarde longtemps comme le plus probable qui puisse être basé sur les matériaux existant alors. Il retint un aplatissement de 1/299,15, alors que la longueur du mètre avait été déterminée en 1799 sur la base de la mesure de la Méridienne de Paris par Delambre et Méchain et de l'ellipsoïde de la Commission des Poids et Mesure avec un aplatissement de 1/344, obtenu en combinant les données de l'arc du Pérou et celles de la Méridienne de Paris,,,.
A cet égard, la mesure de la base centrale d'Espagne en 1858 prend une importance particulière dans la mesure où les géodésiens ne déterminent pas seulement les dimensions de leurs réseaux de triangles par la mesure des bases, mais ils contrôlent également la précision de leurs relevés par la mesure de bases de vérification. En effet, les prolongements des triangulations françaises en Espagne, qui avaient semblé confirmer la longueur du mètre sur la base d'un aplatissement de 1/305 obtenu selon la théorie de la Lune par Pierre-Simon de Laplace, n'avaient été vérifiées par la mesure d'aucune base,,.
En 1864, Urbain Le Verrier, directeur de l’Observatoire de Paris refuse de se joindre à la première Conférence générale de l’Association pour la mesure des degrés en Europe centrale, car les travaux géodésiques français doivent encore être révisés. En 1865, Ibáñez publie les résultats de la mesure de la base centrale de la triangulation géodésique d'Espagne qui est reliée à l'extrémité sud de la Méridienne de Delambre et Méchain,. En 1866, lors de la réunion de la Commission permanente de l’association à Neuchâtel, Antoine Yvon Villarceau présente le résultat de sa vérification de la méridienne. Il confirme que le mètre est trop court. Durant l'été 1868, Ibáñez termine ses travaux  géodésiques dans les îles Baléares dont les coordonnées astronomiques avaient été relevées en 1807 par Jean-Baptiste Biot et François Arago et corrigées en 1825 par Biot et constituaient alors l'extrémité sud de l'extension de la Méridienne de Dunkerque,,.
A cette époque, il est bien connu que la longueur du mètre est grevée d’une incertitude dans la détermination de la latitude de l’extrémité sud de la Méridienne de Delambre et Méchain. Premièrement, en mesurant la latitude de deux stations à Barcelone, Méchain avait découvert que la différence de leur latitude était plus grande que celle prédite par une mesure de la triangulation entre ces deux points. En effet, les jeux dans l'axe central du cercle répétiteur causaient une usure qui nuisait à la fiabilité des mesures et en conséquence les mesures zénithales comportaient des erreurs systématiques non négligeables,. De plus, Barcelone est située au sud des Pyrénées et au bord de la mer Méditerranée, situation qui génère une déviation de la verticale défavorable qui donne une amplitude trop grande de l’arc de méridien et un mètre trop court. Cette source d’erreur avait été identifiée par Jean Le Rond d’Alembert dès 1756, avant que Gauss n’ait proposé le concept de géoïde en 1828 et avant même la mesure de Delambre et Méchain (1792-1799). Au XIXe siècle, les déviations de la verticale sont encore considérées comme des erreurs aléatoires. Nous savons à présent, qu’en plus d’autres erreurs dans la méridienne de Dunkerque à Barcelone, une déviation de la verticale défavorable donna une valeur erronée de la latitude de Barcelone et un mètre trop court par comparaison avec une définition plus large déduite de la moyenne d’un grand nombre d’arc. De plus, la définition théorique du mètre était inaccessible et trompeuse à l’époque de Delambre et Méchain, car la Terre est une boule qui peut grossièrement être assimilée à un sphéroïde aplati, mais qui en diffère dans le détail de telle façon à empêcher toute généralisation et toute extrapolation à partir de la mesure d’un seul méridien,,. Enfin, pour le calcul de la longueur du mètre à partir de la mesure de la Méridienne de Delambre et Méchain, il fallait adopter une valeur de l'aplatissement de la Terre. Grâce aux travaux gravimétriques de l'Association géodésique internationale, Friedrich Robert Helmert trouvera en 1901 une valeur de l'aplatissement de 1/298,3 et une longueur du rayon équatorial de la Terre, a = 6 378 200 m remarquablement proches de la réalité.
Le 28 juillet 1866, le Congrès des États-Unis autorise l'utilisation du système métrique sur tout le territoire des États-Unis. En effet, the Committee Meter, une copie du Mètre des Archives amenée en 1805 par Ferdinand Rudolph Hassler, sert d'étalon de longueur pour la cartographie américaine depuis la création de l'United States Coast Survey, la première agence scientifique civile fédérale. Ceci jusqu'en 1890, lorsque les prototypes internationaux du mètre alloués aux États-Unis arrivent à Washington,,.
L'année suivante à Paris, lors de l'Exposition Universelle de 1867, la Suisse, la Russie, les États-Unis et l'Espagne sont respectivement représentés par Carl Feer-Herzog, Moritz von Jacobi, Samuel B. Ruggles et Ramón de la Sagra au Comité des poids et mesures et des monnaies de l'association pour la promotion du système métrique qui avait été créée en 1855 lors de la précédente Exposition Universelle à Paris. Le Comité est composé des représentants de la France, des Pays-Bas, de la Belgique, de la Prusse et des États d'Allemagne du Nord, des États d'Allemagne du Sud, de l'Autriche, de la Suisse, de l'Espagne, du Danemark, de la Suède et de la Norvège, de la Russie, de l'Italie, de l'Empire Ottoman, de l'Egypte, du Japon et de la Chine, du Maroc et de Tunis, du Brésil, des États-Unis d'Amérique et du Royaume-Uni de la Grande-Bretagne et d'Irlande,,,. Cette réunion constitue le premier des trois évènements majeurs qui conduiront à la Convention du Mètre. Elle est suivie par la Seconde conférence générale de l'Association pour la mesure des degrés en Europe à Berlin en octobre 1867 entérinant le choix du mètre envisagé l'année précédente, lors de la réunion de la Commission permanente de l’Association pour la mesure des degrés en Europe centrale à Neuchâtel où Ibáñez avait offert l'adhésion du Portugal et de l'Espagne et annoncé la participation de son pays à la mesure de l'arc de méridien d'Europe-Afrique de l'ouest qui s'étendrait des îles Shetland à l'Afrique. Ces deux réunions en 1867 précédent de deux ans la proposition de l'Académie des sciences de Saint-Pétersbourg, cosignée par Heinrich von Wild, Moritz von Jacobi et Otto Wilhelm von Struve,,,,,,.
En 1869, l'Académie des sciences de Saint-Pétersbourg invite celle de Paris à une action commune en vue d'assurer, par des mesures appropriées, l'emploi universel des unités métriques dans tous les travaux scientifiques. Depuis l'origine, le mètre a gardé une double définition; il est à la fois la dix-millionième partie du quart de méridien et la longueur représentée par le Mètre des Archives. La première est historique, la seconde est métrologique. Dès l'année 1870, une Commission internationale se réunit à Paris; bientôt dispersée, elle se réunit à nouveau en 1872. On discute beaucoup au sein de cette Commission, l'opportunité soit d'envisager comme définitives les unités représentées par les étalons des Archives, soit de revenir aux définitions primitives, et de corriger les unités pour les en rapprocher. La première solution prévaut, conformément au bon sens et conformément au préavis de l'Académie. Abandonner les valeurs représentées par les étalons, aurait consacré un principe extrêmement dangereux, celui du changement des unités à tout progrès des mesures; le Système métrique serait perpétuellement menacé de changement, c'est-à-dire de ruine.
Ibáñez fut, selon la maxime du mathématicien argentin Julio Rey Pastor, durant près de trente ans une figure marquante du monde à l’époque héroïque de la fondation du Bureau international des poids et mesures, où il organisa la métrologie au niveau mondial avec autant de compétence que d’habilité non seulement comme scientifique de haut vol et précurseur de la collaboration académique entre les nations, mais aussi et surtout en tant qu’artisan de la civilisation universelle et fervent défenseur de la solidarité humaine.
Ibáñez décède à Nice dans la nuit du 28 au 29 janvier 1891. Lors de ses obsèques, le gouvernement Français fait rendre au général Ibáñez les honneurs dus à un militaire de haut rang. Son tombeau se trouve dans le cimetière du Château à Nice en France.

## Famille
Carlos Ibáñez e Ibáñez de Ibero se marie en 1861 avec une Française, Jeanne Baboulène Thénié. Une fille est issue de ce mariage. Il se remarie en 1878 avec une Suissesse, Cécilia Grandchamp. Carlos Ibáñez de Ibero Grandchamp naît de cette seconde union. La réapparition de la première épouse du général après son décès en 1891 achèvera de le discréditer et entraînera l'annulation de son second mariage. Après la mort de Carlos Ibáñez e Ibáñez de Ibero, ses deux enfants et Cécilia Grandchamp s'établissent à Genève d'où cette dernière est originaire.
Carlos Ibáñez de Ibero Grandchamp, ingénieur et docteur en philosophie et en lettres de l'Université de Paris fonde en 1913 l'Institut d'études hispaniques (actuelle UFR d'Études Ibériques et Latino-Américaines de la Faculté des Lettres de Sorbonne Université),. L'annulation du mariage de ses parents l'empêchera d'obtenir le titre de marquis de Mulhacén.
La fille aînée de Carlos Ibáñez e Ibáñez de Ibero, Elena Ibáñez de Ibero épousera un avocat et homme politique suisse, Jacques Louis Willemin. Le titre de marquis de Mulhacén passera à leur fils, puis à leur petit-fils, le fils d'Elena Willemin et d'Albert Dupont-Willemin, un politicien genevois,.

## Œuvres
- 1859. C. Ibáñez de Ibero y Carlos Saavedra Menesès, traduction de Aimé Laussedat, Expériences faites avec l'appareil à mesurer les bases appartenant à la commission de la carte d'Espagne, Paris, J. Dumaine, 1860.
- 1863. C. Ibáñez de Ibero y Antonio Aguilar y Vela, "Historia de los instrumentos de Observación en Astronomía y Geodesia. Influencia que en la constitución de ambas ciencias éstos han ejercido", Discurso de Recepción y Contestación a un nuevo Académico, Real Academia de Ciencias Exactas, Físicas y Naturales, Madrid, 1863.
- 1863. C. Ibáñez de Ibero y M. Ismail-Efendi, "Comparación de la regla geodésica, perteneciente al Gobierno de su Alteza el Virrey de Egipto, con la que sirvió para medición de la Base central del Mapa de España", Memorias. Serie Primera. Tomo II. Parte 2. Real Academia de Ciencias Exactas, Físicas y Naturales, Madrid, 1863.
- 1865. Base centrale de la triangulation Géodésique d'Espagne, Madrid, Imp. Rivadeneyra, 1865. (lire en ligne)
- 1869. Nuevo aparato de medir bases geodésicas, Madrid, Imp. del Memorial de Ingenieros, 1869.
- 1871. Descripción geodésica de las Islas Baleares, Madrid, Imp. Rivadeneyra, 1871.
- 1871. Discursos leídos ante la Academia de Ciencias Exactas, Físicas y Naturales en la recepción pública del Sr. D. Pedro Alcántara de la Llave el día 26 de marzo de 1871, Madrid, Imprenta de la Viuda e Hijo de D.E. Aguado, 1871.
- 1880. Enlace Geodésico y Astronómico de Europa y África: Notas presentadas a la Real Academia de Ciencias Exactas, Físicas y Naturales por sus individuos D. Carlos Ibáñez y D. Miguel Merino, Madrid, Imprenta de la Viuda e Hijo de D.E. Aguado, 1881 [En la página 68 cita a Charles S. Peirce].
- 1881. Discurso de don Carlos Ibáñez e Ibáñez de Ibero en la recepción pública de don Joaquín Barraquer y Rovira en la Real Academia de Ciencias Exactas, Físicas y Naturales, Madrid, Imprenta de la Viuda e Hijo de D.E. Aguado, 1881.
- 1881. C. Ibáñez de Ibero y Joaquín M. Barraquer i Rovira, "Aplicación e importancia del péndulo en la investigación de la figura de la Tierra", Discurso de Recepción y Contestación a un nuevo Académico, Real Academia de Ciencias Exactas, Físicas y Naturales, Madrid, 1881.
- 1884. Mapa de España Formado por el Excmo. Señor Mariscal de Campo D. Carlos Ibáñez e Ibáñez de Ibero con motivo de la división del territorio en zonas militares para situar las Reservas y Depósitos del Ejército, Madrid, Lit. del Instituto Geográfico y Estadístico, 1884.
- 1886. Jonction géodésique et astronomique de l'Algérie avec l'Espagne, exécutée en commun, en 1879, par ordre des gouvernements d'Espagne et de France, sous la direction de M. le général IBANEZ, membre de l'Académie des Sciences de Madrid, directeur général de l'Institut géographique et statistique pour l'Espagne, et de M. le colonel PERRIER, membre de l'Académie des Sciences, chef du Service géographique de l'armée pour la France. Paris, Imprimerie nationale, 1886, in-4°, 281 p., 11 planches. http://catalogue.bnf.fr/ark:/12148/cb334423149
- 1888. Estudios sobre nivelación geodésica, Madrid, Imp. de la Dirección General del Instiuto Geográfico y Estadístico, 2ª ed., 1888.